# Bataille de Cumberland Gap (1863)
Guerre de Sécession
Batailles
- Cumberland Gap
- Blountsville
- Blue Springs
- Campbell's Station
- Fort Sanders
- Bean's Station

Du 7 au 9 septembre 1863, la chute de la Cumberland Gap est une victoire pour les forces de l'Union sous le commandement d'Ambrose Burnside, lors de sa campagne pour Knoxville. L'engagement sans effusion de sang coûte aux confédérés 2 300 hommes et le contrôle du Cumberland Gap.

## Contexte
Le major-général Ambrose Burnside, commandant du département et de l'armée de l'Ohio, commence à avancer contre Knoxville, dans le Tennessee. Burnside quitte Cincinnati, en Ohio, à la mi-août 1863. La route directe court à travers le Cumberland Gap tenu par les confédérés. Burnside a été retardé dans les tentatives précédentes de partir contre Knoxville et choisit alors de ne pas passer du temps à passer le col en force. Au lieu de cela, il détache une brigade sous les ordres du colonel John F. DeCourcy représenter une menace pour la garnison de 2 300 hommes du brigadier-général John W. Frazer, tandis que le reste de l'armée contourne au sud sur plus de 40 km de terrain montagneux. DeCourcy a auparavant mené une brigade lors des opérations de 1862 contre le Cumberland Gap sous les ordres du George W. Morgan.
Malgré cela, Burnside fait une avance rapide sur Knoxville. De nombreux confédérés dans l'Est du Tennessee ont été retirés pour la prochaine bataille de Chickamauga, ne laissant que deux brigades, sous les ordres le général Sam Jones (y compris Frazer). Ayant réussi à s'emparer de Knoxville le 2 septembre, Burnside peut maintenant retourner son attention vers le Cumberland Gap.

## Bataille
Frazer et sa garnison de 2 300 hommes ont peu d'expérience de combat, mais ils ont l'avantage d'une forte défense naturelle. Les hommes de Frazer l'ont confortée en creusant leurs propres tranchées. Le général Simon B. Buckner a donné l'ordre à Frazer de tenir le col de à tout prix, mais quand Buckner et toutes ses troupes sont redéployés, aucune dépendance n'est formulée pour retraiter et, par conséquent, Frazer continue de suivre les ordres de Buckner de tenir le col. La brigade de DeCourcy menace les confédérés par le nord, mais sa brigade n'est pas suffisante pour déloger Frazer du col. Burnside envoie une deuxième brigade sous le commandement du brigadier-général James M. Shackelford. Shackelford approche par le sud, et, le 7 septembre, demande à Frazer de se rendre. Il n’y a pas encore assez de troupes de l'Union pour convaincre Frazer de capituler. Un échange inefficace d'artillerie s'ensuit, mais le soir les soldats de l'Union capturent Gap Springs qui approvisionne les confédérés en eau. Le 8 septembre, Burnside quitte personnellement Knoxville avec une brigade sous les ordres du colonel Samuel A. Gilbert et marche sur 60 km en un peu plus d'une journée. Pendant ce temps, DeCourcy et Shackelford envoie des messages exigeant la reddition. Tentant de gagner du temps, Frazer rencontre les deux commandants de l'Union séparément, mais rejette la demande de reddition des deux.
Autour de 10 heures du matin, le 9 septembre, Burnside envoie un message à Frazer en précisant qu'il a maintenant une force assez grande pour emporter le col. Prenant en considération la grande force de l'Union, le peu d'expérience du combat et la baisse du moral (après les nouvelles de Vicksburg et Gettysburg), Frazer prend la décision de se rendre. Autour de 15 heures, Frazer accepte une capitulation sans condition de tous les confédérés gardant le Cumberland Gap. Entre 100 et 300 hommes réussirent à s'échapper au travers des lignes de DeCourcy après la reddition, mais le reste des soldats, des armes, les 14 pièces d'artillerie et de l'emplacement stratégique sont maintenant sous contrôle de l'Union. C'est la dernière opération d'envergure contre le Cumberland Gap et il restera dans les mains de l'Union pour le reste de la guerre.

## Forces en présence

### Union
Département de l'Ohio - major général Ambrose E. Burnside
- Brigade indépendante, IX corps - Colonel John F. DeCourcy
  - 86th Ohio Infantry
  - 129th Ohio Infantry
  - 22nd Ohio Battery
  - 8th Tennessee Cavalry
  - 9th Tennessee Cavalry
  - 11th Tennessee Cavalry
- 3rd Brigade, 4th Division, XXIII corps - Brigadier général James M. Shackelford
  - 9th Michigan Cavalry
  - 2nd Ohio Cavalry
  - 7th Ohio Cavalry
  - 2nd Tennessee Mounted Infantry
  - 11th Michigan Battery
  - 1st Tennessee Battery
- 1st Brigade, 3rd Division, XXIII Corps - Colonel Samuel A. Gilbert
  - 44th Ohio Infantry
  - 100th Ohio Infantry
  - 104th Ohio Infantry

### Confédération
- 5th Brigade, Armée du Tennessee - Brigadier général John W. Frazer
  - 62nd North Carolina Infantry Regiment - Commandant B. G. McDowell
  - 64th North Carolina Infantry Regiment - Lieutenant colonel Garrett
  - 55th Georgia Infantry Regiment - Commandant Printup
  - 64th Virginia Infantry Regiment - Colonel Slemp
  - 1st Tennessee Cavalry Regiment - Colonel Carte

29th North Carolina Infantry Regiment, compagnie E.